# Fenatsberg
Der Fenatsberg ist ein 605 m ü. NHN hoher Berg im bayerischen Fichtelgebirge.
Die aus Granit aufgebaute, großteils von Nadelwald bewachsene Erhebung liegt 1,1 km nordwestlich des Dorfes Rauschensteig der Gemeinde Röslau im Landkreis Wunsiedel. Der Gipfel ist über einen Forstweg zu erreichen, der in west-östlicher Richtung über den Fenatsberg führt.
Ungewiss ist die Deutung des Bergnamens. Im 17. Jahrhundert soll die Anhöhe „Venusberg“ geheißen haben, was auf frühe germanische Mythologie schließen lässt. In der bäuerlichen Bevölkerung des Dorfes wird er als „Teufelsberg“ bezeichnet.
Auf dem höchsten Punkt des Berges stehen einige Granitfelsen an, in denen Verwitterungsmulden zu sehen sind. Diese werden von der Fichtelgebirgsbevölkerung als „Druidenschüsseln“ bezeichnet.